# Mohammed Al-Owais
Mohammed bin Khalil bin Ibrahim Al-Owais (en árabe: محمد بن خليل بن إبراهيم العويس; Al-Hasa, 10 de octubre de 1991) es un futbolista saudí que juega de guardameta en el Al-Ula F. C. de la Liga de Yello.

## Selección nacional
El 15 de noviembre de 2016 hizo su debut con la selección de Arabia Saudita en un partido contra Japón, correspondiente a las eliminatorias para la Copa del Mundo de 2018.
El 4 de junio de 2018 el entrenador Juan Antonio Pizzi lo incluyó en la lista de veintitrés jugadores que disputarían la Copa del Mundo de 2018 en Rusia.

### Participaciones en Copas del Mundo
| Mundial                        | Sede  | Resultado      | Partidos | Goles |
| ------------------------------ | ----- | -------------- | -------- | ----- |
| Copa Mundial de Fútbol de 2018 | Rusia | Fase de grupos | 1        | 1     |
| Copa Mundial de Fútbol de 2022 | Catar | Fase de grupos | 3        | 5     |

### Participaciones en Copas Asiáticas
| Copa                             | Sede                   | Resultado        | Partidos | Goles |
| -------------------------------- | ---------------------- | ---------------- | -------- | ----- |
| Campeonato Sub-22 de la AFC 2013 | Omán                   | Subcampeón       | 4        | 5     |
| Copa Asiática 2019               | Emiratos Árabes Unidos | Octavos de final | 4        | 3     |

1. 1 2  Se refiere a goles encajados.

## Clubes
| Club                 | País           | Año       |
| -------------------- | -------------- | --------- |
| Al-Shabab            | Arabia Saudita | 2012-2017 |
| Al-Ahli Saudi        | Arabia Saudita | 2017-2022 |
| Al-Hilal Saudi F. C. | Arabia Saudita | 2022-2025 |
| Al-Ula F. C.         | Arabia Saudita | 2025-     |

## Palmarés

### Campeonatos nacionales
| Título                      | Club                 | País           | Año  |
| --------------------------- | -------------------- | -------------- | ---- |
| Copa del Rey de Campeones   | Al-Shabab            | Arabia Saudita | 2014 |
| Supercopa de Arabia Saudita | Al-Shabab            | Arabia Saudita | 2014 |
| Liga Profesional Saudí      | Al-Hilal Saudi F. C. | Arabia Saudita | 2022 |
| Copa del Rey de Campeones   | Al-Hilal Saudi F. C. | Arabia Saudita | 2023 |
| Supercopa de Arabia Saudita | Al-Hilal Saudi F. C. | Arabia Saudita | 2023 |
| Liga Profesional Saudí      | Al-Hilal Saudi F. C. | Arabia Saudita | 2024 |
| Copa del Rey de Campeones   | Al-Hilal Saudi F. C. | Arabia Saudita | 2024 |
| Supercopa de Arabia Saudita | Al-Hilal Saudi F. C. | Arabia Saudita | 2024 |